# Une poignée de cendre (film)
Pour les articles homonymes, voir Une poignée de cendre.
Pour plus de détails, voir Fiche technique et Distribution.
Une poignée de cendre (titre original : A Handful of Dust) est un film britannique réalisé par Charles Sturridge, sorti en 1988.

## Synopsis
Tony Last vit avec sa femme Brenda et son fils John Andrew à Hetton Abbey, une demeure de style néo-gothique qui fait sa fierté. Tout à l'entretien de cette demeure campagnarde, il ne se rend pas compte que sa femme s'ennuie et que son fils fait de plus en plus de caprices. Brenda rencontre John Beaver, un pique-assiette mondain, et elle est captivée par son côté superficiel. Ils commencent à avoir une relation amoureuse, Brenda passe de plus en plus de temps à Londres, dans un appartement dont Tony paye le loyer, et dont la propriétaire est Mme Beaver, la mère de John. Bien que cette liaison soit vite connue du Tout-Londres, Tony ne s'en rend pas compte, et les tentatives des amis de Brenda de le compromettre dans une aventure avec la séduisante Jenny Abdul Akhbar restent sans succès.
Brenda montre peu d'émotion à la mort de son fils dans un accident de cheval et après les funérailles, elle dit à Tony qu'elle veut divorcer. Il accepte et lui octroie une pension de 500 £ par an. Mais Brenda, sous l'influence de John et de sa mère, lui en demande bientôt 2 000, un montant qui l'obligerait à abandonner Hetton. C'en est trop pour lui et il arrête la procédure. Il annonce qu'il a l'intention de voyager pendant plusieurs mois, et qu'à son retour Brenda aura son divorce, mais sans aucun arrangement financier. Cette annonce fait perdre à Beaver tout intérêt à rester avec Brenda, qui se retrouve alors seule et pauvre. 
Dans le même temps, Tony a rencontré Messinger, un explorateur, qu'il rejoint dans une expédition à la recherche d'une cité perdue dans la forêt amazonienne. Au Brésil, Messinger s'avère être un piètre organisateur, il n'arrive pas à contrôler les guides locaux, qui l'abandonnent avec Tony en pleine jungle. Tony tombe malade, Messinger prend leur canoë pour aller chercher du secours, mais se noie. Tony est finalement sauvé par M. Todd, un ancien colon à la tête d'une petite communauté. Mais quand Tony, guéri, demande qu'on l'aide à retourner chez lui, Todd fait la sourde oreille. Lorsqu'une colonne de secours arrive à la recherche de Tony, il drogue ce dernier et leur dit qu'il est décédé. En Angleterre, on accepte la nouvelle de la mort de Tony, et Brenda finit par se marier avec un des amis de Tony, Jock Grant-Menzies.

## Fiche technique
- Titre original : A Handful of Dust
- Titre français : Une poignée de cendre
- Réalisation : Charles Sturridge
- Scénario : Charles Sturridge, Derek Granger, Tim Sullivan d'après le roman de Evelyn Waugh
- Direction artistique : Eileen Diss, Chris Townsend
- Décors : Abraham Bucce
- Costumes : Jane Robinson (en)
- Photographie : Peter Hannan
- Son : Keith Grant
- Montage : Peter Coulson
- Musique : George Fenton
- Société de production : Stagescreen Productions, London Weekend Television
- Société de distribution : Premier Releasing
- Pays d'origine :  Royaume-Uni
- Langue originale : anglais
- Format : couleur (Fujicolor) — 35 mm — 1,66:1 — son Dolby
- Genre : drame
- Durée : 118 minutes
- Date de sortie : 
  -  Royaume-Uni : 24 juin 1988
  -  France : 16 novembre 1988
  -  Belgique : 30 mars 1989

## Distribution
| à Hetton Abbey | à Londres | En Amazonie |
| --- | --- | --- |
| - James Wilby : Tony Last - Kristin Scott Thomas : Brenda Last - Richard Beale (en) : Ben - Jackson Kyle : John Andrew - Norman Lumsden (en) : Ambrose - Jeanne Watts : la nounou - Kate Percival : Miss Ripon - Richard Leech : le docteur - Roger Milner : le vicaire - Tristram Jellinek : Richard Last - Anjelica Huston : Mrs. Rattery | - Rupert Graves : John Beaver - Judi Dench : Mrs Beaver - Pip Torrens : Jock Grant-Menzies - Beatie Edney : Marjorie - Stephen Fry : Reggie - Graham Crowden : M. Graceful - John Quentin : l'avocat de Brenda - Timothy Bateson : MacDougal - Moyra Fraser : Mrs Northcote - Marsha Fitzalan : Polly Cockpurse - Annabel Brooks : Daisy - Tamsin Olivier : Veronica | - Alec Guinness : M. Todd - Christopher Godwin (en) : M. Messinger - Jeannette Baillie : Rosa - Julian Infante : le porte-parole indien - William Gonzalez : le chanteur indien |

## Nominations et récompenses
- Oscars 1989 : Jane Robinson (en) pour l'Oscar de la meilleure création de costumes
- BAFTA 1989 : 
  - Judi Dench pour le BAFA de la meilleure actrice dans un second rôle
  - Sally Sutton pour le BAFA des meilleurs maquillages et coiffures